# Franz Ludwig Catel

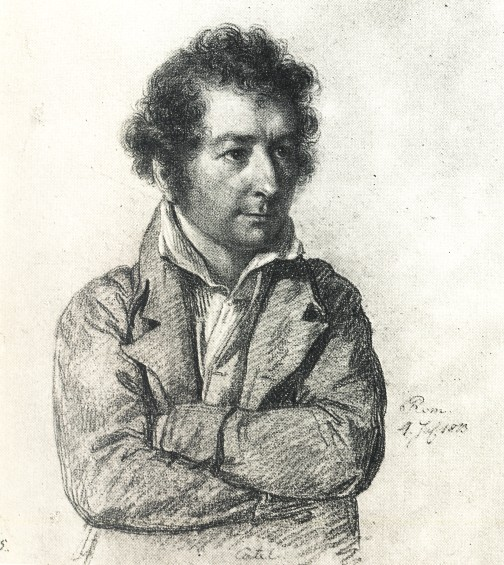
Franz Ludwig Catel in Rom am 1. Juli 1813; Zeichnung von Carl Christian Vogel von Vogelstein

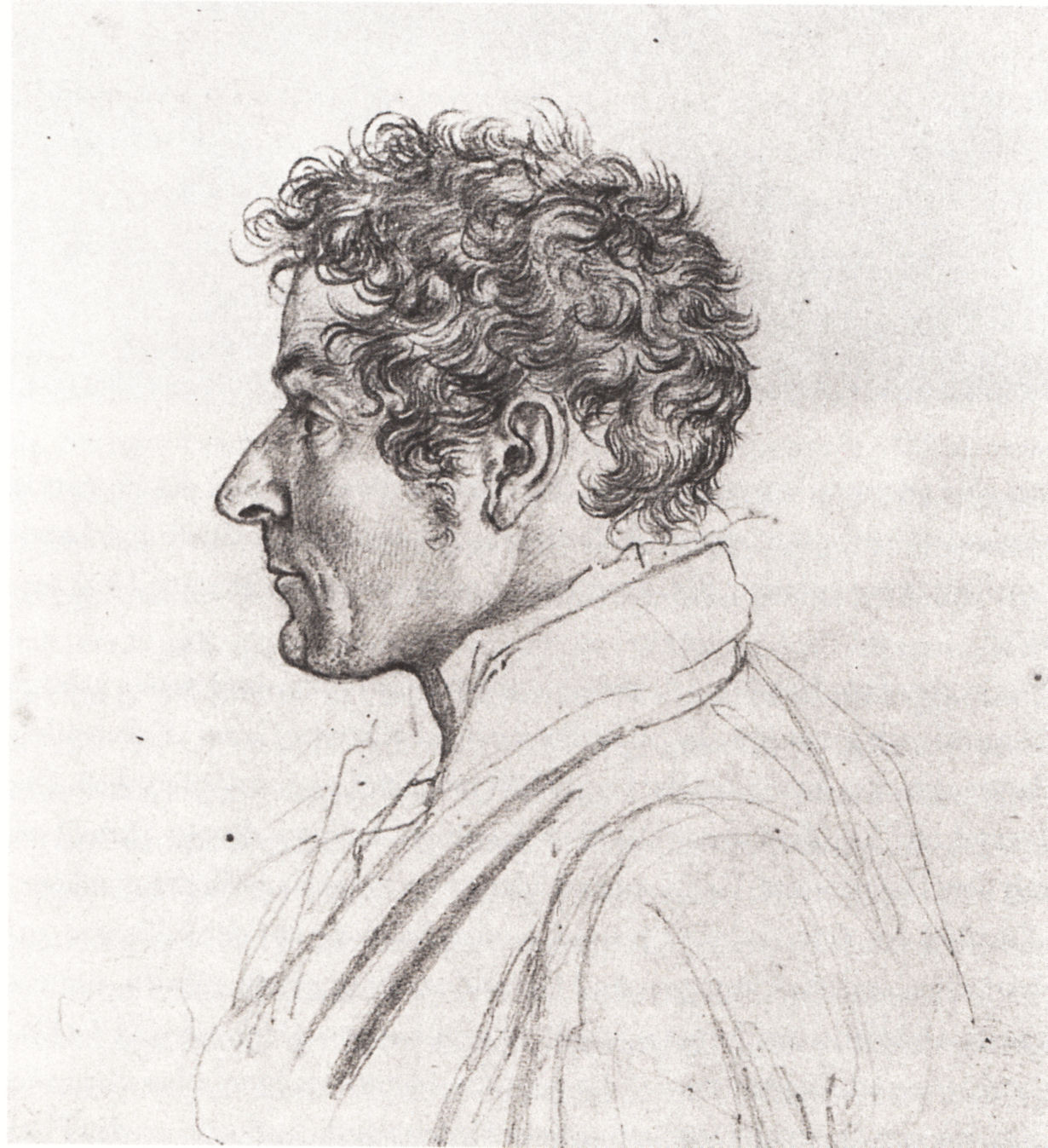
Catel 1820 (Zeichnung von Johann Adam Klein)

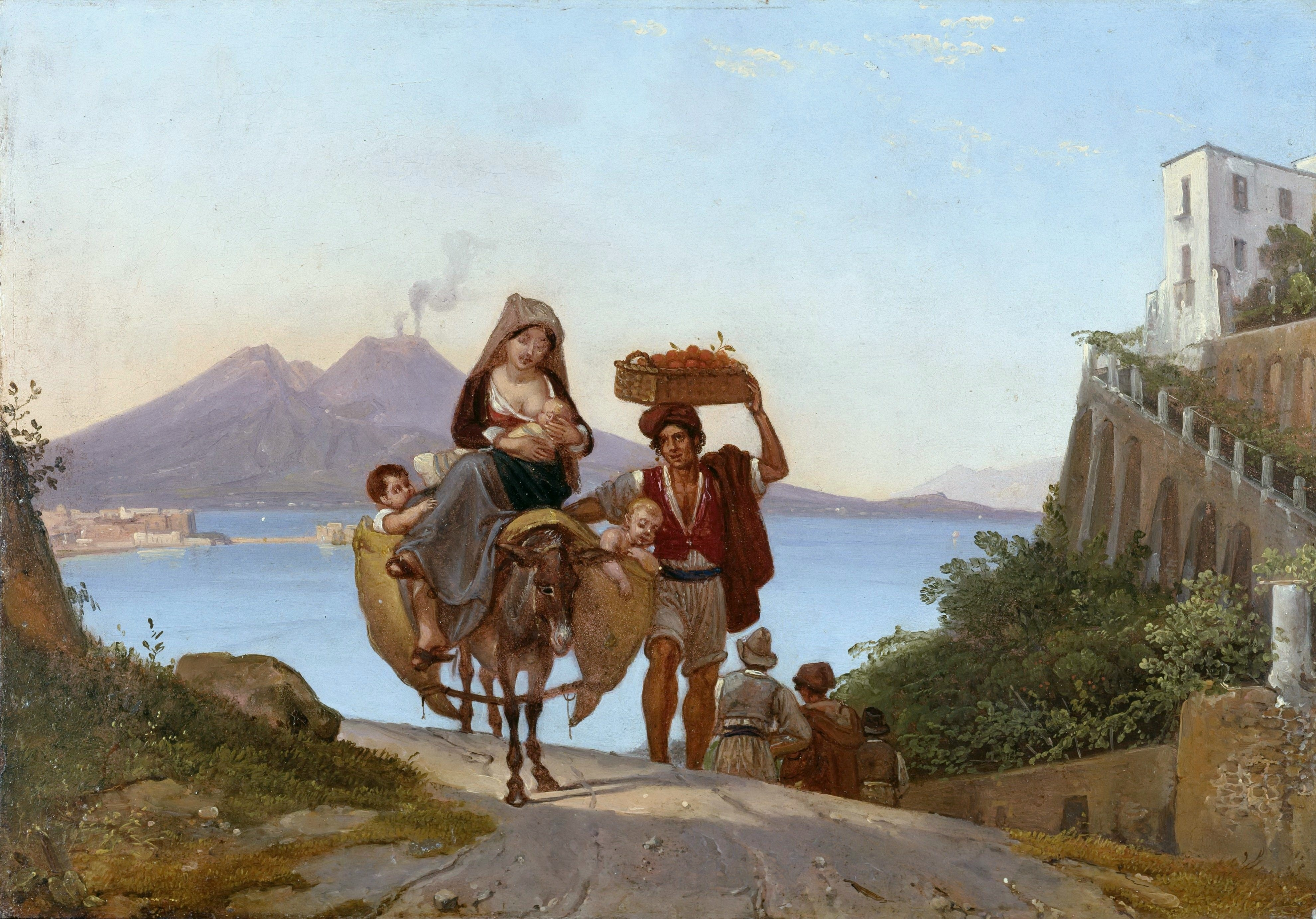
Golf von Neapel mit Fruchthändlern, Franz Ludwig Catel, 1822

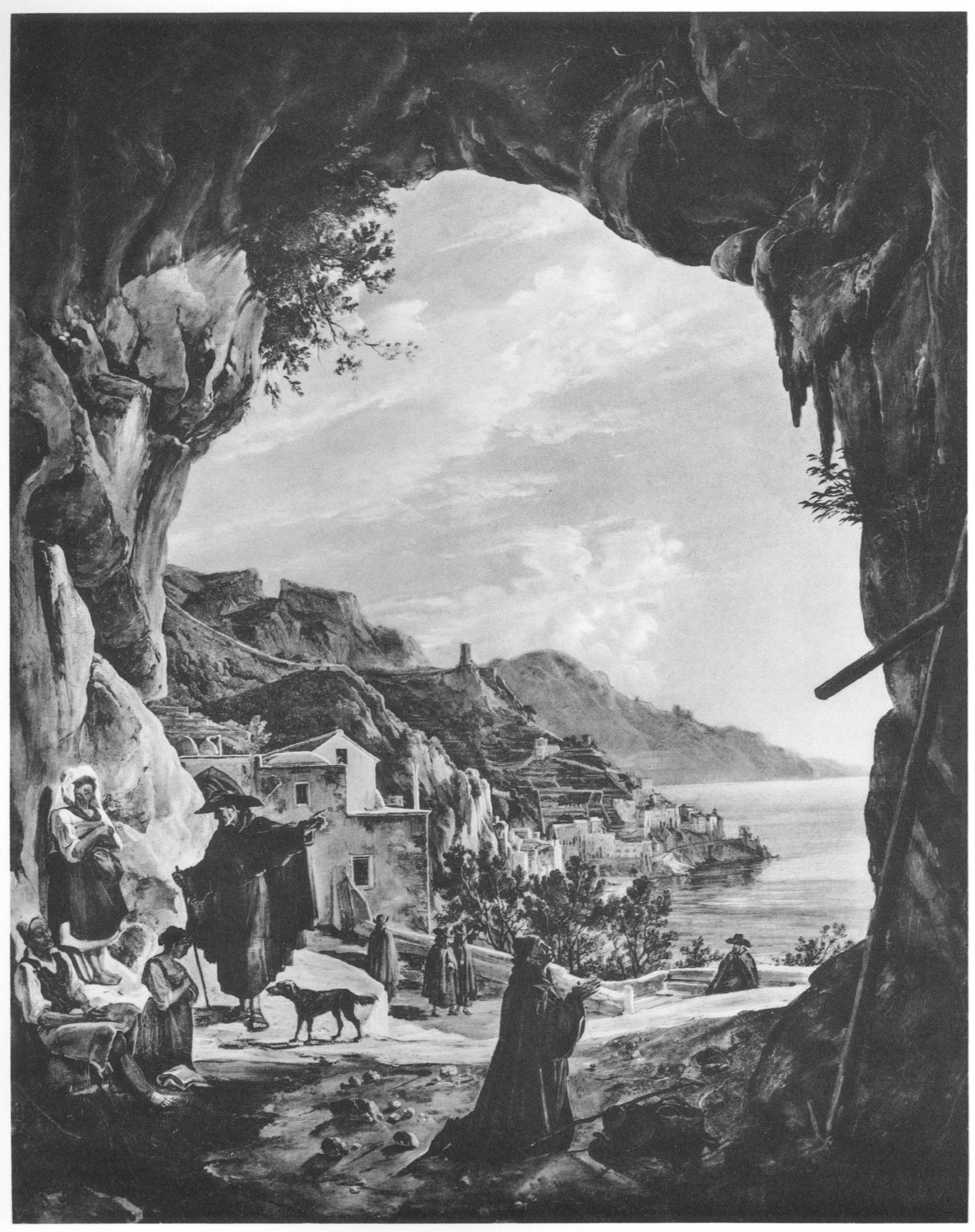
Grotte bei Amalfi um 1830, 1931 verbrannt

Franz Ludwig Catel (* 22. Februar 1778 in Berlin; † 19. Dezember 1856 in Rom) war ein deutscher Holzbildhauer und Maler.

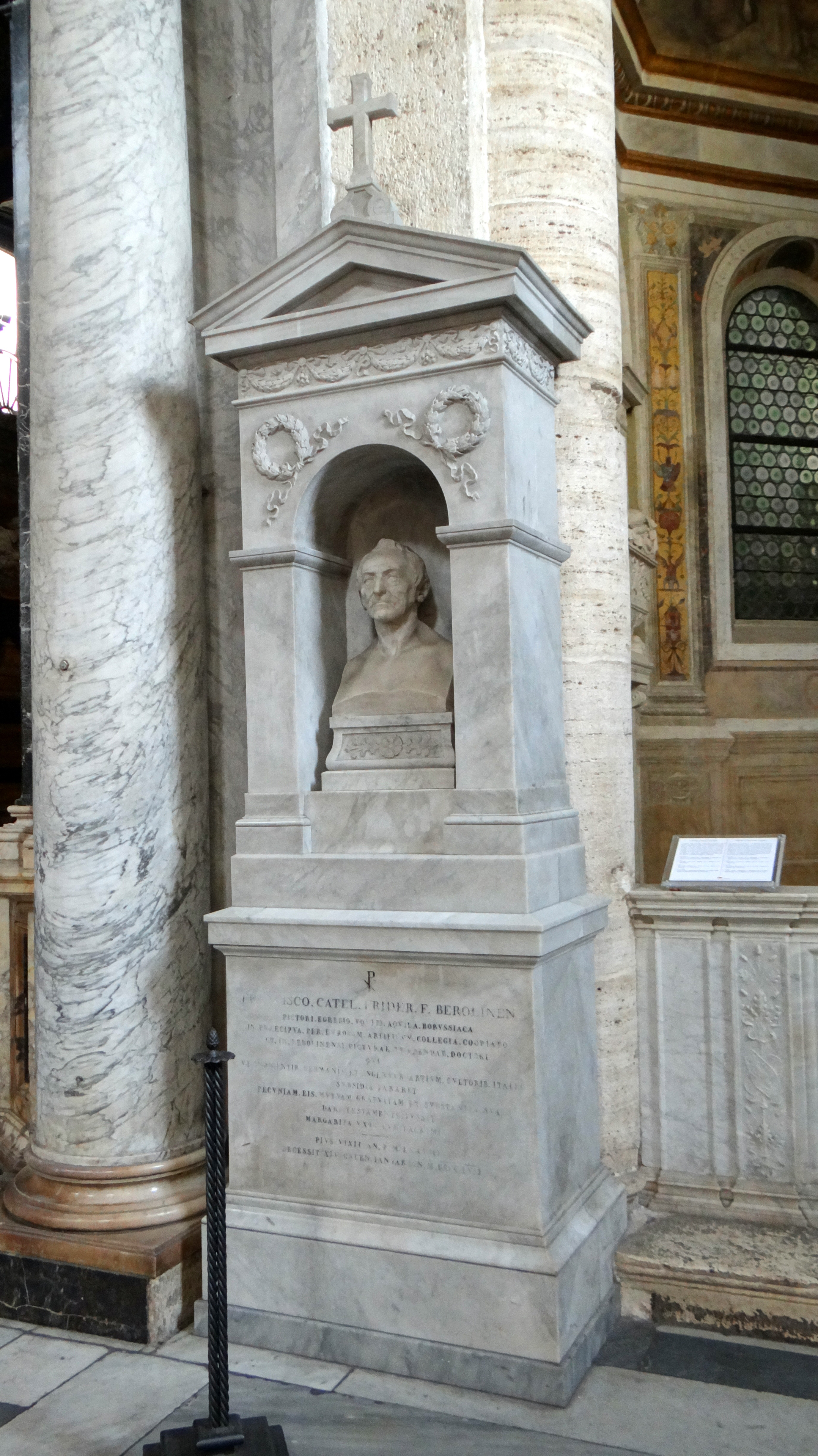
Basilica Santa Maria del Popolo (Rom): Grabstätte von Franz Ludwig Catel

## Leben und Wirken
Franz Ludwig Catel kam als Sohn des Hugenotten Pierre Frédéric Catel (1747–1791) und dessen Frau Elisabeth Wilhelmine, geborene Rousset (1757–1809), auf die Welt. Sein Vater war Assessor am Französischen Gericht in Berlin. Er hatte einen Bruder, den Architekten und Maler Ludwig Friedrich Catel  (1776–1819), und eine Schwester, Francoise Henriette Catel (* 28. Februar 1781 in Berlin; † 18. Juli 1781 in Berlin).
Franz Ludwig Catel war ursprünglich Holzbildhauer, widmete sich dann der Malerei. Er illustrierte erfolgreich Bücher, darunter nach persönlicher Bekanntschaft mit Goethe auf der Reise nach Paris 1797 dessen Hermann und Dorothea. Vor 1801 gründete er mit seinem Bruder Ludwig Friedrich Catel eine Firma für Stuckarbeiten in Berlin.
Am 23. November 1806 wurde er zum ordentlichen Mitglied der Berliner Akademie gewählt. Ab dieser Zeit malte er in Öl. Seine Reisen, auf denen sein Bruder Ludwig Friedrich Catel ihn begleitete, führten ihn 1811 nach Paris, wo Franz Ludwig Catel sich eine Zeit lang aufhielt und sich die französische Technik erwarb, und in die Schweiz. Die Großartigkeit der Alpennatur beeindruckte ihn dermaßen, dass er sich der Landschaftsmalerei widmete und sich 1811 in Rom niederließ. Dort stieß er zum Künstlerkreis um Joseph Anton Koch, der zentralen Figur unter den deutschen Malern in Rom. Deutschland besuchte er nur noch gelegentlich. Mit Aubin-Louis Millin de Grandmaison besuchte er 1812 Paestum. 1830 ließ er sich auf seinem Gut bei Macerata in der Mark Ancona nieder. Durch seine Kunst gelangte er zu beträchtlichem Wohlstand, so dass er allein aus seinem Privatvermögen eine Stiftung für junge Künstler in Rom ins Leben rufen konnte, die als Pio Istituto Catel bis heute besteht und die auch Alleinerbe des kinderlosen Ehepaars wurde. 1840 unternahm er eine längere Reise durch Frankreich, England, die Niederlande und Deutschland. 1841 verlieh ihm die Königlich Preußische Akademie der Künste den Titel eines Professors.
Er malte Historien-, Genre-, namentlich aber Landschaftsbilder, denen er auch seinen Ruf verdankt. Er hatte sorgsam die perspektivische Wirkung im Auge und war bestrebt, den sonnigen Glanz der italienischen Gegenden, überhaupt Lichtwirkungen getreu wiederzugeben. Seine Landschaften schließen sich an die stilistische Richtung an. Die Linien und Formen sind schärfer betont als die Farbe, welche an Trockenheit und Härte leidet. Franz Ludwig Catel ist in der Landschaftsmalerei der Gruppe der Stilisten um Joseph Anton Koch zuzuordnen, pflegte aber auch freundschaftlichen Umgang mit Friedrich Overbeck und den Nazarenern, zu denen er künstlerisch Distanz hielt.
Sein Grab mit dem Grabdenkmal von Julius Troschel befindet sich in der römischen Kirche Santa Maria del Popolo.

## Werke (unvollständig)
- 30 Bilder zu Horazens Werken. Gest. unter d. Leitg v. Carl Ludwig Frommel nach Zeichngn v. Catel, Frommel etc. Kunstverlag. Carlsruhe um 1830. Digitalisierte Ausgabe der Universitäts- und Landesbibliothek Düsseldorf
- Spaziergang in Palermo, vor 1846, Öl auf Leinwand, 133 cm × 220 cm, Auktion Oktober 2011 im Dorotheum, Wien
- Kronprinz Ludwig in der Spanischen Taverne zu Rom, 1824, (1825 wurde Ludwig als Nachfolger von Maximilian I. Joseph König von Bayern.)
- Das Wildkirchlein in Appenzell mit Prozessionszug, 1798, Feder in Grau, Aquarell, 32,5 × 48,5 cm.
- Schlafender Junge, Öl auf Malpappe, 31 cm × 48,3 cm, Ketterer, Stuttgart, November 2014.

## Ehrungen
Die Stadt Rom ließ im Jahre 2016 an dem Haus, in dem Catel viele Jahre gewohnt hatte (Piazza di Spagna 9), eine Tafel zur Erinnerung an den „benefattore“ (Wohltäter) der Stadt anbringen.

## Galerie

Illustration zu Goethes Hermann und Dorothea
Illustration zu Goethes Hermann und Dorothea
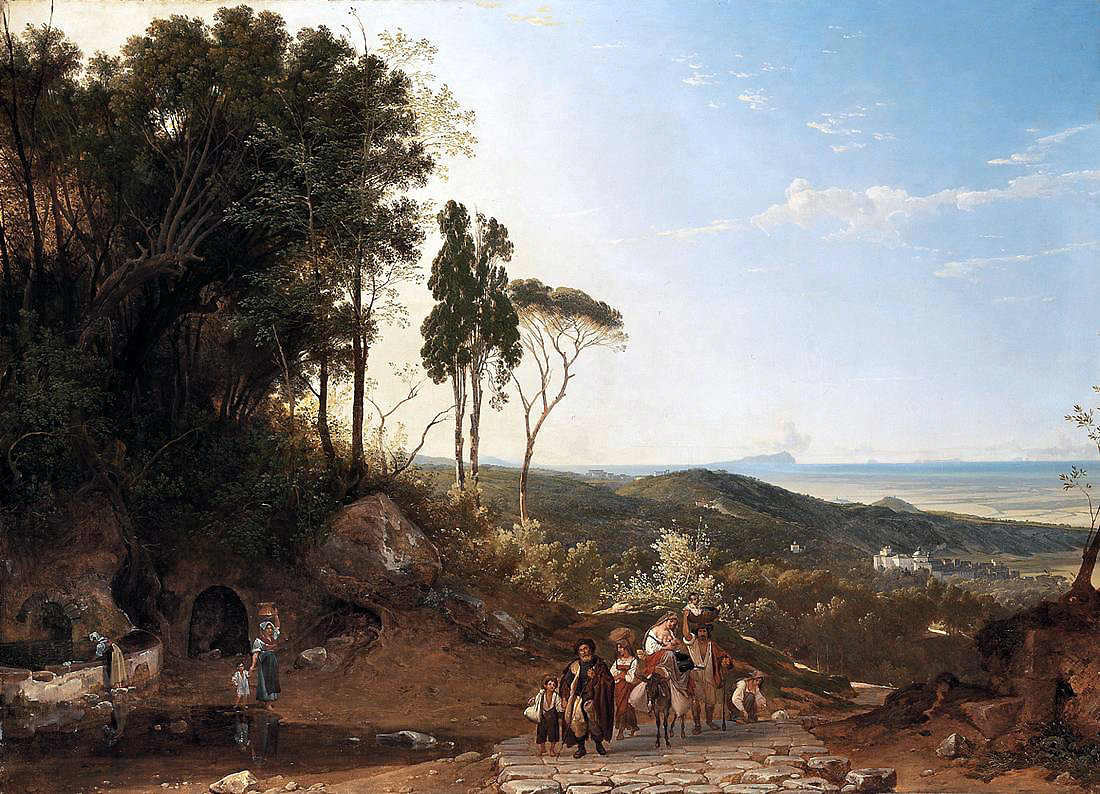
Aussicht von Ariccia gegen das Meer
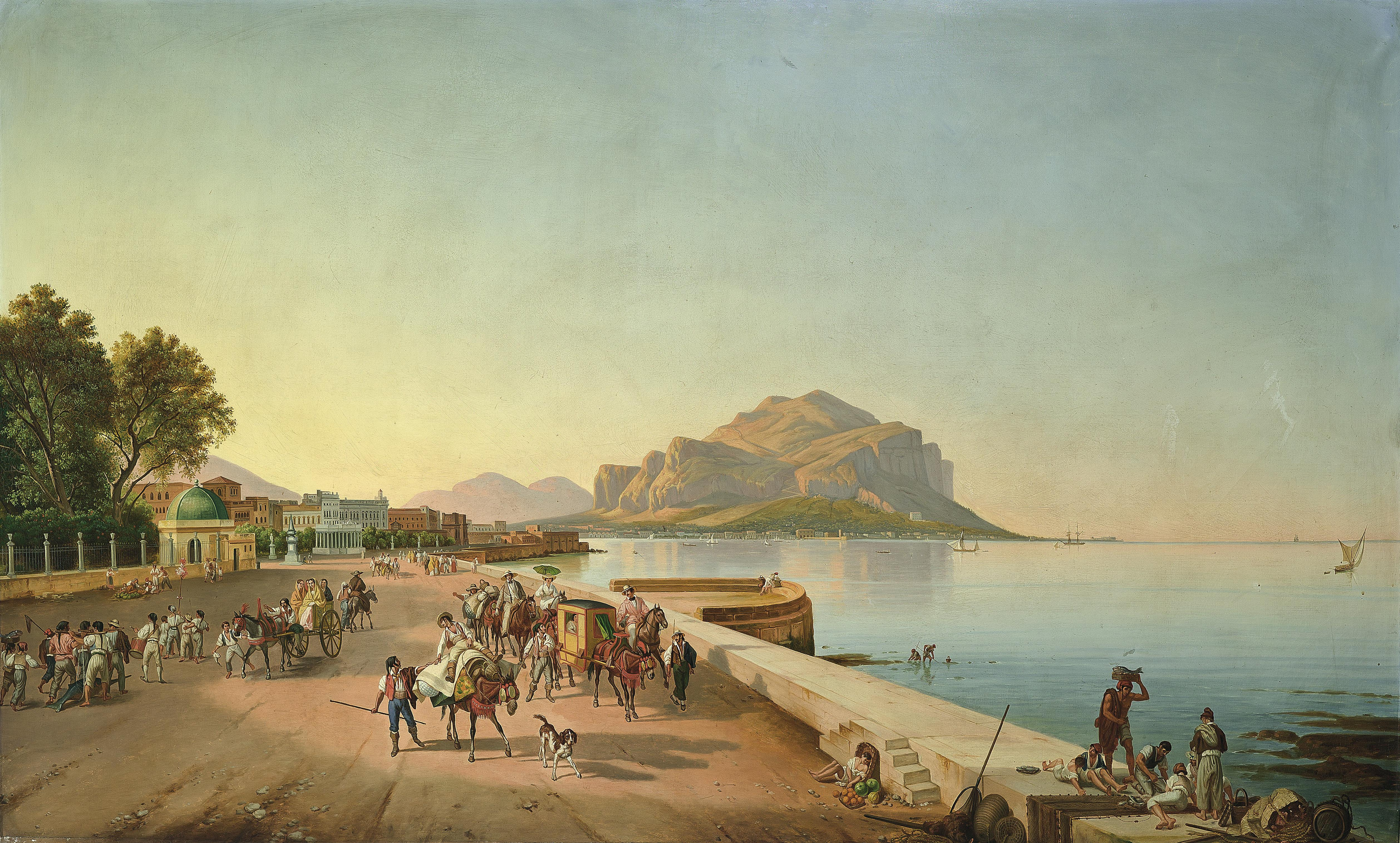
Spaziergang der Zarin Alexandra Fjodorowna in Palermo, vor 1846, Auktion Dorotheum
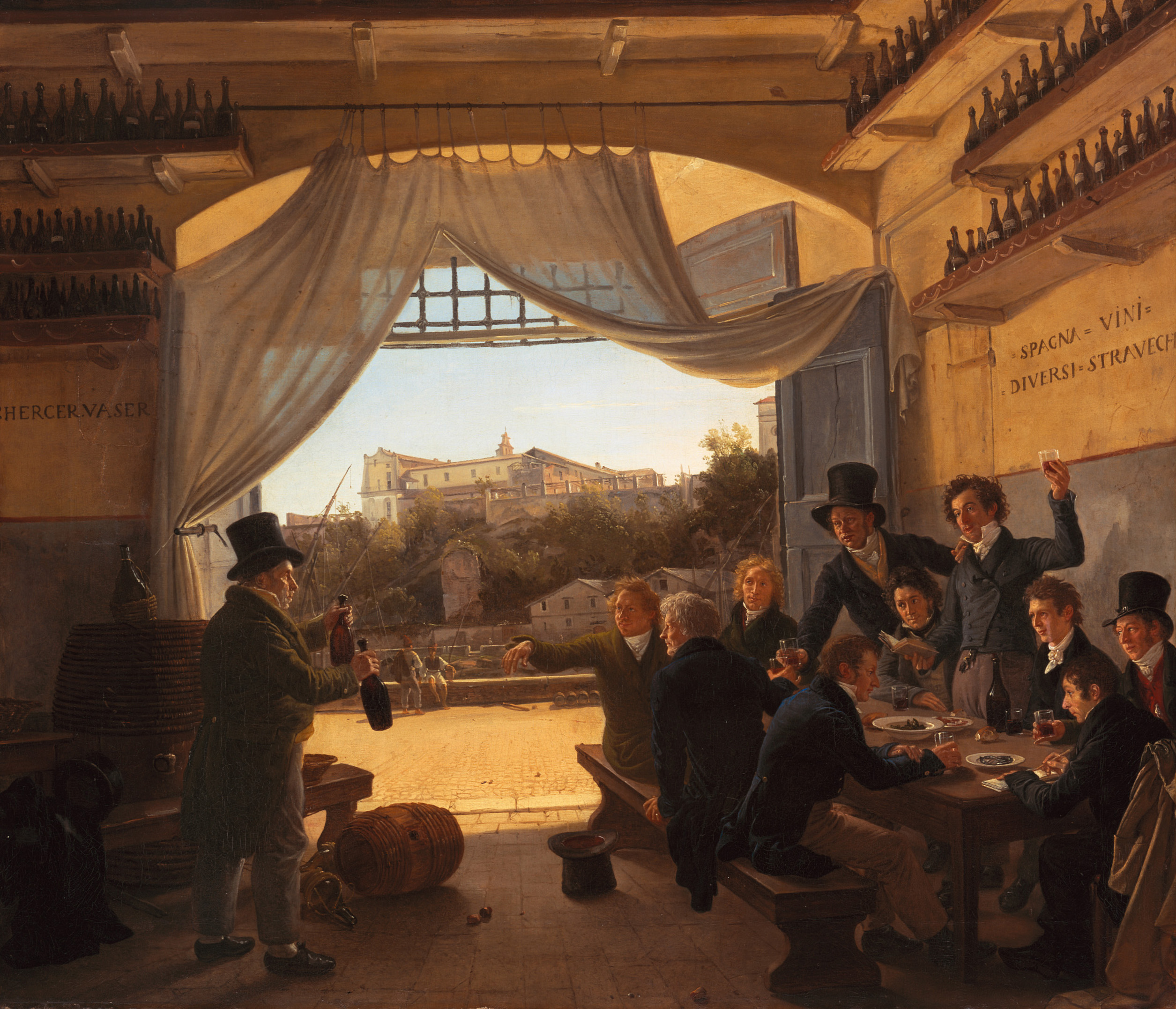
Kronprinz Ludwig von Bayern mit seinen Freunden in der spanischen Taverne zu Rom, 1823
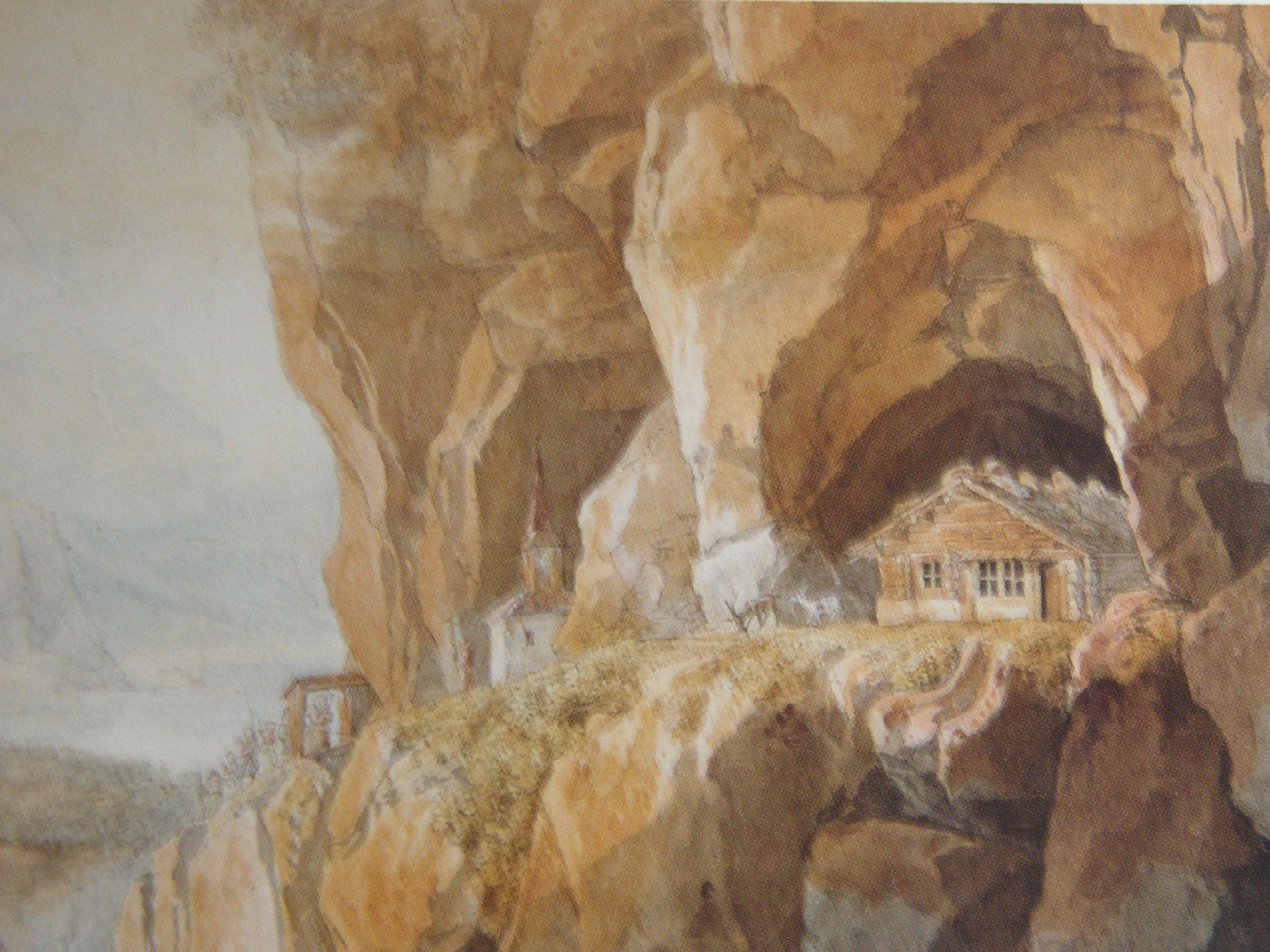
Das Wildkirchli, Feder in Grau, Aquarell, 32,5 cm × 48,5 cm